# ورزشگاه الصناعه
ورزشگاه الصناعه ورزشگاهی چندکاربردی در بغداد می‌باشد. امروزه از آن بیشتر برای برپایی مسابقه‌های فوتبال و به عنوان ورزشگاه خانگی باشگاه فوتبال الصناعه استفاده می‌شود. این ورزشگاه گنجایش ۱۰۰۰۰ نفر تماشاچی را دارد.